# 두아인 히크먼
드웨인 히크먼(Dwayne Hickman, 영어 발음: /dweɪn/, 1934년 5월 18일 ~ 2022년 1월 9일)은 미국의 배우, 텔레비전 감독이다.

## 영화
- 엔젤스 위드 엔젤스(2005년)
- 록스베리 나이트(1998년)
- 청춘 고백(1983년)
- 닥터 골드풋 앤 더 비키니 머신(1965년)
- 스키 파티(1965년)
- 하우 투 스터프 어 와일드 비키니(1965년)
- 캣 벌루(1965년) - 제드 역
- 1001 아라비안 나이트 (1959년)
- 디즈니랜드(1954년) - 잭 크랜들 역
- 선 컴스 업(1949년)
- 론 레인저 - 49년 시리즈(1949년)
- 녹색 머리의 소년(1948년)
- 캡틴 에디(1945년)